# 廊御方 (平家)

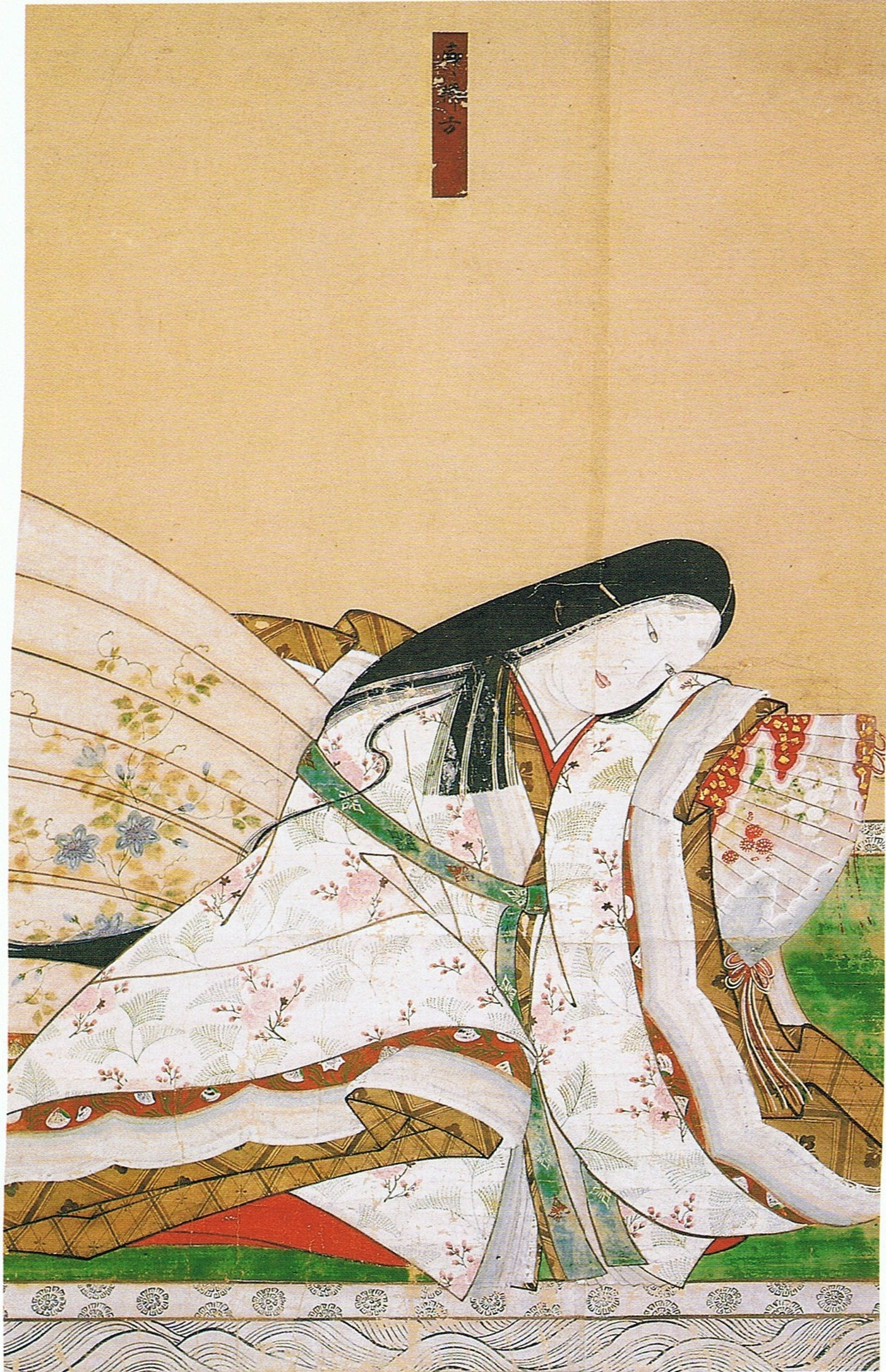
廊御方像　赤間神宮所蔵

廊御方 （廊の御方、ろうのおんかた　応保元年（1161年）? - 没年不詳）は平安時代末期の女性。平清盛の八女。母は常盤御前。源義経の異父妹とされる。別名は三条殿。

## 生涯
平治の乱後、源義朝の側室・常盤が清盛の妾となり生まれた。天下第一の美女と評され、左大臣藤原兼雅の妻（清盛の娘で異母姉妹）と仲がよかったので上臈女房となり、後に兼雅の妾になって一女を生む。和琴と書の名手であった。
平家一門として都落ちから壇ノ浦の戦いに至るまで行動をともにし、建礼門院らとともに源氏の捕虜となる。

## 異説
ただし、義経の異父妹としての廊御方は軍記物語の『平家物語』や『源平盛衰記』にのみ登場しており、『玉葉』『吾妻鏡』など史料においては確認されていない。
『尊卑分脈』の桓武平氏系図で清盛の娘の一人に常盤を母とする廊御方が記されているが、この書物の成立自体が南北朝末期であり、室町時代以降にも多くの加筆が加えられているので、後代の人が物語に見える説を取り入れ書き加えた可能性がある。系図にもう一人建礼門院の姉で左大臣藤原兼雅室となった清盛の娘があるが、この女子を常盤の娘に擬したところ、のちに年代が合わない事から、もう一人女子を新しく系図に加えた疑いもある。いずれにしても、常盤が清盛の娘を生んだ事は伝説の域を出ないのである（参考文献：安田元久『源義経』新人物往来社）。

## 関連作品
- 『義経』（2005年、NHK大河ドラマ、演：後藤真希）